# Ein Fall für Männdli
Ein Fall für Männdli ist eine Schweizer Kriminalserie aus den 1970er-Jahren. In der ARD erfolgte die Erstausstrahlung im August 1973, ab 6. April 1978 wurde die Serie auch in der DDR ausgestrahlt. In insgesamt 26 Folgen mit viel Zürcher Lokalkolorit ermittelt Max Männdli (Ruedi Walter) als Angestellter des Detektivbüros Tobler (Inigo Gallo).

## Darsteller und Ausstrahlungen
Darsteller waren bekannte Schauspieler, die auch in anderen deutschsprachigen Krimis zu sehen sind, darunter Rosemarie Fendel, Harald Leipnitz, Ruth Maria Kubitschek, Kurt Beck, Margarethe von Trotta, Wolfgang Kieling, Rose Renée Roth und Christine Wodetzky.
Zuletzt wiederholt wurde die Reihe im Juni 2010 im Bayerischen Rundfunk und im September 2016 im Schweizer Radio und Fernsehen, das die Serie anlässlich des 100. Geburtstags von Ruedi Walter restaurierte.

## Handlung
Privatdetektiv Max Männdli lebt in Zürich und liebt seinen Beruf, für den er sich in Schweizer Manier stets Zeit lässt. Beim Lösen seiner Fälle wählt er häufig seine recht eigenen Ermittlungsmethoden, die zwar nicht jedermanns Sache, doch am Ende immer sehr wirksam sind. Zur Seite steht ihm seine Sekretärin Rosa Emmenegger. Bei seinen Nachforschungen für Privatpersonen und mitunter auch Firmen kommt Männdli oftmals Verbrechen auf die Spur, die er dabei gleich mit aufklärt.

## Episodenliste

### Staffel 1
| Nr. (ges.) | Nr. (St.) | Originaltitel                    | Erstausstrahlung | Regie                                       | Drehbuch                             | Gastschauspieler                                                                            |
| ---------- | --------- | -------------------------------- | ---------------- | ------------------------------------------- | ------------------------------------ | ------------------------------------------------------------------------------------------- |
| 1          | 1         | In Liebe dein K.                 | 1973             | Wolf Dietrich                               | Richard Greiner, Werner Wollenberger | Rosemarie Fendel, Helmut Schmid, Edzard Wüstendörfer                                        |
| 2          | 2         | Kalkuliertes Risiko              | 1973             | Alexander von Richthofen                    | Werner Wollenberger                  | Herbert Fleischmann, Kurt Beck                                                              |
| 3          | 3         | Die Verrückte                    | 1973             | Wolf Dietrich                               | Horst Zahlten                        | Margarethe von Trotta, Siegfried Rauch, Evelyne Kraft, Wolfgang Stendar                     |
| 4          | 4         | Das Gespensterhaus               | 1973             | Wolf Dietrich                               | Werner Wollenberger                  | Rose Renée Roth, Erwin Parker, Herbert Weissbach, Anne-Marie Dermon, Edi Huber              |
| 5          | 5         | Der letzte Wille                 | 1973             | Wolf Dietrich                               | Richard Greiner                      | Friedrich Schütter, Martin Brandt, Thomas Rauchenwald                                       |
| 6          | 6         | Die große Chance                 | 1973             | Heinz Wilhelm Schwarz, Hans-Dieter Schwarze | Werner Lanowski                      | Franziskus Abgottspon, Herbert Fux, Christina Steiner, Rudolf Buczolich                     |
| 7          | 7         | Lange Finger                     | 1973             | Wolf Dietrich                               | Florian Hopf, Werner Wollenberger    | Henning Gissel, Wolfgang Kieling, Gisela Fischer, Ursula Schäppi                            |
| 8          | 8         | Anonyme Briefe                   | 1973             | Wolf Dietrich                               | Richard Greiner, Werner Wollenberger | Christine Wodetzky, Jörg Cossardt, Hans-Peter Thielen, Adi Magyar                           |
| 9          | 9         | Gift im Champagner               | 1973             | Heinz Wilhelm Schwarz                       | Werner Lanowski                      | Harald Leipnitz, Ruth-Maria Kubitschek, Anne-Marie Dermon, Reinhard Heck, Alfred Schlageter |
| 10         | 10        | Madonna mit Mantel               | 1973             | Wolf Dietrich                               | Werner Wollenberger                  | Lilith Ungerer, Carl Lange, Johanna Hofer, Günther Stoll                                    |
| 11         | 11        | Eine Million in kleinen Scheinen | 1973             | Wolf Dietrich                               | Florian Hopf, Werner Wollenberger    | Erich Schellow, Miriam Spoerri, Margrit Winter                                              |
| 12         | 12        | Das Plagiat                      | 1973             | Wolf Dietrich                               | Richard Greiner                      | Gisela Hoeter, Robert Freitag, Armando Dotto, Wolfgang Danegger                             |
| 13         | 13        | Haare                            | 1973             | Wolf Dietrich                               | Richard Greiner, Werner Wollenberger | Alwy Becker, Herlinde Latzko, Hannes Schmidhauser, Anne-Marie Dermon                        |

### Staffel 2
| Nr. (ges.) | Nr. (St.) | Originaltitel         | Erstausstrahlung | Regie                 | Drehbuch           | Gastschauspieler                                                                                |
| ---------- | --------- | --------------------- | ---------------- | --------------------- | ------------------ | ----------------------------------------------------------------------------------------------- |
| 14         | 1         | Spätes Glück          | 1975             | Wilm ten Haaf         | Richard Greiner    | Marlene Riphahn, Franziska Bronnen, Peter Arens                                                 |
| 15         | 2         | Mister X              | 1975             | Wilm ten Haaf         | Werner Lanowski    | Robert Tessen, Hilde Ziegler, Dora Doll, Sibylle Courvoisier                                    |
| 16         | 3         | Talmi                 | 1975             | Wilm ten Haaf         | Heinrich Lamprecht | Margot Medicus, Jürgen Draeger, Peter Oehme, Erwin Kohlund                                      |
| 17         | 4         | Hallo, Herr Doktor    | 1975             | Heinz Wilhelm Schwarz | Heinrich Lamprecht | Ludwig Thiesen, Alfred Schlageter, Klaus Knuth, Heinz Beck                                      |
| 18         | 5         | Der Bestseller        | 1975             | Wilm ten Haaf         | Richard Greiner    | Georges Claisse, Otto Stern, Manfred Heidmann, Günter Meisner                                   |
| 19         | 6         | Die Verjüngungskur    | 1975             | Heinz Wilhelm Schwarz | Heinrich Lamprecht | Heli Finkenzeller, Margret Neuhaus, Luitgard Im, Grete Heger, Joachim Hackethal, Robert Freitag |
| 20         | 7         | Rosenmörder           | 1975             | Wilm ten Haaf         | Heinrich Lamprecht | Nora Minor, Sigfrit Steiner, Kurt Weinzierl                                                     |
| 21         | 8         | Das Stipendium        | 1975             | Heinz Wilhelm Schwarz | Richard Greiner    | Susanne Uhlen, Eva Maria Meineke, Petra Verena Milchert, Otto Freitag                           |
| 22         | 9         | Das Traumauto         | 1975             | Wilm ten Haaf         | Richard Greiner    | Verena Buss, Thomas Fritsch, Birgit Steinegger, Walo Lüönd                                      |
| 23         | 10        | Der Spielverderber    | 1975             | Wilm ten Haaf         | Jörg Grünler       | Claudia Wedekind, Birgit Steinegger, Friedrich Joloff, Robert Klupp, Erwin Parker               |
| 24         | 11        | Acht nach Mitternacht | 1975             | Heinz Wilhelm Schwarz | Richard Greiner    | Hans Dieter Zeidler, Eberhard Peiker, Hans Wyprächtiger                                         |
| 25         | 12        | Ein höheres System    | 1975             | Heinz Wilhelm Schwarz | Werner Lanowski    | Boris Mattèrn, Ulrich Beiger, Patrick Lapp                                                      |
| 26         | 13        | Schafe zur Linken     | 1975             | Wilm ten Haaf         | Richard Greiner    | Eddie Constantine, Fred Stillkrauth, Birgit Steinegger, Jörg Schneider                          |